# Вуков споменик
Вуков споменик је насеље у Београду, које се налази на територији општине Звездара. Налази се на тромеђи општина Звездара, Палилула и Врачар.

## Локација
Вуков споменик је најзападнија звездарска месна заједница. Ограничена је улицом „Димитрија Туцовића“ и насељем Булбулдер на североистоку, Тршћанском улицом на истоку, Булеваром краља Александра на југозападу и Рузвелтовом улицом на северозападу. Ово подручје заузима јужну долинску страну некадашњег Булбулдерског потока, који је текао правцем данашње улице „Димитрија Туцовића“. Вуковом споменику, у ширем смислу, припада и блок преко пута Рузвелтове улице, у коме се налази пет техничких факултета, Универзитетска библиотека, неколико завода као и Архив Србије. Железничка станица Вуков споменик се налази у овом насељу, испод раскрснице Рузвелтове улице и Булевара краља Александара.

## Име
Насеље је добило име по споменику Вуку Караџићу, који се налази на источном углу Рузвелтове улице и Булевара краља Александра. Насеље је познато по споменику и парку Ћирила и Методија у коме се он налази.